# Zygoptère incertae sedis
Certains zygoptères sont classés dans le groupe incertae sedis. Voici la liste des genres incluent dans ce groupe :

## Liste des genres
Incertae sedis groupe 1 :
- Agriomorpha May, 1933
- Bornargiolestes Kimmins, 1936
- Burmargiolestes Kennedy, 1925
- Rhipidolestes Ris, 1912

Incertae sedis groupe 2 :
- Amanipodagrion Pinhey, 1962

Incertae sedis groupe 3 :
- Dimeragrion Calvert, 1913
- Heteropodagrion Selys, 1885
- Mesagrion Selys, 1885

Incertae sedis groupe 4 :
- Mesopodagrion McLachlan, 1896

Incertae sedis groupe 5 :
- Priscagrion Zhou & Wilson, 2001
- Sinocnemis Wilson & Zhou, 2000

Incertae sedis groupe 6 :
- Protolestes Fraser, 1899

Incertae sedis groupe 7 :
- Tatocnemis Kirby, 1889

Incertae sedis groupe 8 :
- Sciotropis  Rácenis, 1959